# Inspektionsprinzip
Das Inspektionsprinzip ist seit der zweiten Hälfte des 19. Jahrhunderts das beherrschende Organisationsprinzip im deutschen Bergbau. Durch Einführung des Inspektionsprinzips wurde das bis dahin herrschende Direktionsprinzip als Organisationsprinzip verdrängt.

## Der Weg dahin
Bereits zu Anfang des 19. Jahrhunderts gab es von mehreren fortschrittlichen Gewerken und einigen Bergbeamten erste Forderungen zur Aufhebung des Direktionsprinzips. Zu dieser Zeit gab es in den einzelnen Landesteilen Preußens eine Vielzahl von Bergordnungen, die allesamt bereits veraltet und nicht mehr zeitgemäß waren. Die Handhabung dieser vielen Gesetze und Einzel-Bergordnungen war mittlerweile für die Bergbehörden fast unmöglich geworden. Die Liberalisierung des Bergrechts hätte einen wirtschaftlichen Aufschwung im Bergbau ergeben. Im Jahr 1826 ließ die preußische Regierung ein neues, allgemein gültiges, Berggesetz ausarbeiten, das jedoch fast 40 Jahre benötigte, bis es in Kraft treten konnte. Erschwerend kam hinzu, dass auf der linken Rheinseite noch französisches Bergrecht galt. Es waren insgesamt neun Gesetzesentwürfe nötig, bis alle Beteiligten mit dem neuen Gesetz einverstanden waren.
Die erste wesentliche Maßnahme zur Einführung des Inspektionsprinzip erfolgte am 12. Mai 1851 mit der Inkraftsetzung des Miteigentümergesetzes. Dieses Gesetz galt zunächst für das rechtsrheinische Preußen. Am 6. März des Jahres 1852 wurde durch den Handelsminister eine Instruktion zur Umsetzung des Gesetzes erteilt. Das Gesetz ermöglichte den Miteigentümern der Bergwerke, sich selbstständig einen Repräsentanten oder einen Grubenvorstand zu wählen, der mit weitreichenden personalpolitischen Befugnissen ausgestattet war. Durch dieses Gesetz wurde nun die staatliche Einflussnahme bei der Führung der Bergwerke zum größten Teil aufgehoben. Allerdings dauerte es noch einige Zeit, bis die Gewerkschaften die Neuordnung der Grubenleitung umsetzen konnten. Zunächst mussten die Gewerken ihre Vertreter (Repräsentanten) wählen und die erforderlichen Betriebsbeamten einstellen. Weitere Schritte waren die Reformierung des Knappschaftsgesetzes, wodurch die Knappschaft ihre Selbstverwaltung erhielt, und das Gesetz zur Bereinigung der Längenfelder im Jahr 1854. Eine zusätzliche Maßnahme in Richtung Inspektionsprinzip war der Erlass des Gesetzes über die Beaufsichtigung des Bergbaus durch die Bergbehörde und die Verhältnisse der Berg-, Hütten- und Salinenarbeiter am 21. Mai 1860. Dieses Gesetz wurde auch als Freizügigkeitsgesetz bezeichnet. Es hob sämtliche noch vorhandenen Bestimmungen auf, die noch eine wirtschaftliche Lenkung des Bergbaus durch den Staat ermöglichten. Am 24. Juni des Jahres 1865 trat das Allgemeine preußische Berggesetz in Kraft, damit war der letzte Schritt zum Inspektionsprinzip auf dem Hoheitsgebiet der preußischen Staaten vollzogen. Mit Inkraftsetzung des Allgemeines Berggesetz für das Königreich Sachsen wurde das Inspektionsprinzip auch auf dem Hoheitsgebiet des Königreich Sachsens eingeführt.

## Das Prinzip
Das Inspektionsprinzip untersagt dem Staat jegliche wirtschaftliche und technische Leitung der Bergwerke. Für die Bergbehörden bleibt die  Aufsichtsfunktion über die Bergwerke erhalten. Dies bedeutet für den Staat, dass er sich bei diesem Organisationsprinzip im Wesentlichen auf die Einhaltung und Umsetzung der berggesetzlichen und bergpolizeilichen Vorschriften durch die Bergbautreibenden konzentriert. Dies bedeutet, dass der Staat die bergpolizeiliche Beaufsichtigung über die Betriebe auch weiterhin behält. Er überwacht die Sicherheit der Grubenbaue und die Sicherheit des Lebens und der Gesundheit der Bergleute. Des Weiteren wahrt er auch die Interessen des privaten und öffentlichen Verkehrs und achtet auch auf die Sicherheit der Tagesoberfläche. Eine weitere Aufgabe, auf die sich der Staat beschränkt, ist die Genehmigung der Betriebspläne. Der Staat muss auch darauf achten, dass die Wahrung der Nachhaltigkeit des Bergbaus gewährleistet ist. Letztendlich obliegt dem Staat die Verleihung von Bergwerkseigentum und der Erlass von Verordnungen und Vorschriften. Die Unternehmer haben bei diesem Prinzip jegliche Möglichkeiten der technischen Gestaltung und ökonomischen Leitung ihrer Betriebe.

## Auswirkungen

### Auf die Bergleute
Die neue gesetzliche Lage hatte eine gravierende Auswirkung für die Bergleute. Hatten sie nach dem alten Berggesetzen eine Art Staatsbeamtenstellung, so wurden ihnen ihre Privilegien weitestgehend entzogen. Nur in einem kleinen Teil des Königreichs Hannover genossen die dortigen Bergleute noch für kurze Zeit eine Steuerbefreiung. Dieses Sonderrecht wurde ihnen jedoch am 28. April 1867 durch eine Gesetzesänderung entzogen. Durch die Gesetzesänderungen wurde auch das Arbeitsrecht geändert. Lagen bis zu diesem Zeitpunkt die Anstellung und Entlassung, die Gedingestellung und die Entlohnung der Bergleute sowie die Verlegung der Bergleute von Bergwerk zu Bergwerk allein in der Kompetenz des Staates, so zog sich der Staat nun aus diesem Bereich zurück und überließ alles den Unternehmern und ihren Beauftragten. Der Bergmann wurde nun faktisch der Willkür der Bergbauunternehmer untergeordnet. In Folge davon kam es zu einer fortschreitenden Entrechtung und zu einer wachsenden Proletarisierung der Bergleute. Dies führte soweit, dass die Bergarbeiter vom Unternehmer oder ihren Betriebsbeamten beschimpft und beleidigt werden konnten, sie aber im Gegenzug fristlos entlassen wurden wenn sie dergleichen taten. Als Folge dieser Unterdrückungen kam es in den Jahren 1889, 1905 und 1912 zu Bergarbeiterstreiks. Dies veranlasste den Staat zu mehreren Gesetzesnovellen, die den Arbeitsschutz der Bergleute und die Arbeitsbedingungen der Bergleute verbesserten.

### Auf die Bergbauunternehmer
Die neue gesetzliche Lage ermöglichte nun den Gewerken, ihre Betriebe selbst zu führen. Des Weiteren hatten sie nun die Möglichkeit, die Löhne selber zu bestimmen. Ebenfalls konnten sie die Preise entsprechend dem Markt selber bestimmen. Den Gewerken oder ihrer Repräsentanten oblag auch die Wahl der Grubenbeamten und die Ausgestaltung von Dienstverträgen. Ihnen wurde durch die Gesetzesänderung ermöglicht, die gesamte Dienst- und Geschäftsordnung der Grubenbeamten zu kontrollieren. Durch die Selbstverwaltung ihrer Bergwerke, die Senkung der Staatsausgaben und durch ausländisches Kapital konnten die Bergwerksbetreiber große Investitionen tätigen. Dies führte zur Ausweitung des Bergbaus in Deutschland. Es konnten bergbauliche Großbetriebe und Bergbaukonzerne entstehen.

### Auf den Staat
Die neue gesetzliche Lage führte dazu, dass dem Landesherrn das ihm seit mehreren hundert Jahren zustehende Bergregal entzogen wurde. Der Staat hatte nun keinen Einfluss mehr auf die technische, organisatorische und wirtschaftliche Führung der Bergwerke. Der Bergbehörde blieb bezüglich des Privatbergbaus nur noch die bergpolizeiliche Überwachung. Aufgrund der veränderten und verringerten Aufgaben war der Staat gezwungen, seine Bergbehörden neu zu strukturieren. Anstelle der bis dahin für die Bergaufsicht zuständigen Bergämter wurden die Revierbeamten als untere Bergbehörden eingeführt. Zur Unterstützung in ihrer Tätigkeit wurde ihnen seit dem Jahr 1898 ein Einfahrer als Bergrevierinspektor zur Seite gestellt. Seit 1920 wurden weitere Mitarbeiter, die Grubenkontrolleure, zur Unterstützung angestellt. Die mittlere Behörde bildeten die Oberbergämter und die obere Behörde bildete das Ministerium.